# 찰스 덜라라
찰스 덜라라(영어: Charles Dallara, 1948년 8월 25일~)는 미국의 은행가이다. 파트너스 그룹의 현 부회장이다.